# Amakrinní buňka

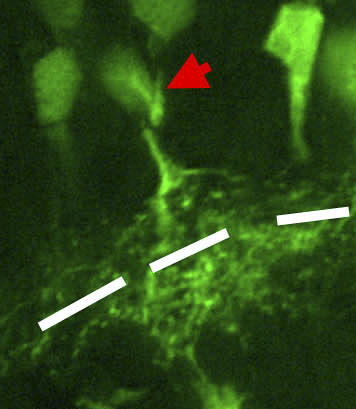
Amakrinní buňka (označená šipkou) v sítnici žáby rodu Xenopus; přerušovanou čarou je vyznačena horní plexiformní vrstva.

Amakrinní buňka je neuron nacházející se v sítnici. Amakrinní buňky jsou nejrozmanitější skupinou neuronů v jakékoliv oblasti mozku - existuje jich více než 30 tříd u obratlovců. U jiných strunatců, jako například jistých druhů ryb, u kterých je zrakový smysl vysoce vyvinutý, bylo zdokumentováno přes 70 tříd.

## Přehled
Amakrinní buňky se vyskytují v sítnici v horní plexiformní vrstvě, která se nachází mezi vrstvou gangliových buněk a vnitřní jadernou vrstvou a jsou v ní lokalizované synapse bipolárních buněk s gangliovými buňkami sítnice.
Podobně jako horizontální buňky pracují amakrinní buňky laterálně a ovlivňují výstup bipolárních buněk. Přes synapse interagují s axony bipolárních buněk a s dendrity retinálních gangliových buněk. Amakrinní buňky se tedy podílí na formování signálu z fotoreceptorů přes bipolární buňky do gangliových buněk v rámci zrakové dráhy.

Schéma funkčních obvodů v neuronální vrstvě sítnice. Modré šipky jsou glutaminergní, červené šipky jsou GABAergní spoje.

## Funkce
O jejich přesné funkci je známo relativně málo, hrají ale roli při integraci signálů z tyčinek a čípků do gangliových buněk a při zpracování vstupu v rámci receptivních polí. V sítnici generují akční potenciály jenom gangliové buňky - ostatní buňky reagují na podnět stupňovaným membránovým potenciálem. Výjimkou jsou některé amakrinní buňky.
Amakrinní buňky jsou součástmi diskrétních obvodů v rámci sítnice. Jejich funkce v rámci zpracování signálu je převážně analogového charakteru - na rozdíl od například gangliových buněk, které signál zprostředkují akčním potenciálem (který má charakter digitální, "všechno anebo nic"). Amakrinní buňky se uplatňují při filtraci signálu, odstranění šumu a jako jistá forma vyrovnávací paměti (anglicky buffer).

## Klasifikace
Dříve se předpokládalo, že všechny typy amakrinních buněk postrádají axon. Pro většinu amakrinních buněk to taky platí - na jejich dendritech se nacházejí vstupní a výstupní synapse, axon jim chybí. Některé typy amakrinních buněk mají dlouhé výběžky podobné axonům, které jim slouží k integraci signálu přes větší vzdálenosti v rámci sítnice, tyto ale nevystupují ze sítnice jako axony gangliových buněk.
Podle novější formy klasifikace neuronální vrstvy sítnice se amakrinní buňky, které axon mají, vyčleňují jako samostatní třída axonálních buněk, které spolu s amakrinními a gangliovými buňkami patří do nadtřídy multipolárních neuronů.

## Onemocnění
Jako reakce na poškození má sítnice (podobně jako centrální nervový systém) tendenci podléhat intenzivní přestavbě. Amakrinní buňky jsou v rámci tohoto procesu velmi aktivní, často vytvářejí nové dendrity. Mohou být, stejně jako jiné sítnicové neurony, vybuzené k migraci v rámci sítnice. Amakrinní buňky jsou nejodolnější skupinou buněk v rámci neuronální vrstvy sítnice - při postupném odstraňování neuronů umírají tyto buňky jako poslední. Amakrinní buňky by proto mohly být důležitým faktorem zabraňujícím úplné neuronální degradaci při nepřítomnosti podnětů z fotoreceptorů.